# Omiécourt
Omiécourt ist eine Commune déléguée in der nordfranzösischen Gemeinde Hypercourt  mit 253 Einwohnern (Stand 1. Januar 2022) im Département Somme in der Region Hauts-de-France.

## Geographie
Der Ort liegt im Santerre rund vier Kilometer östlich von Chaulnes an den Départementsstraßen D1017 (früher Route nationale 19) und D142. Durch das Gebiet verläuft die stillgelegte Bahnstrecke von Saint-Just-en-Chaussée nach Douai.

## Geschichte
Omiécourt erhielt als Auszeichnung das Croix de guerre 1914–1918.
Mit Wirkung vom 1. Januar 2017 wurden die früheren Gemeinden Hyencourt-le-Grand, Omiécourt und Pertain fusioniert und bilden seitdem die Commune nouvelle Hypercourt. Die Gemeinde Omiécourt gehörte zum Arrondissement Péronne sowie zum Kanton Chaulnes.

## Einwohner
| 1962 | 1968 | 1975 | 1982 | 1990 | 1999 | 2006 | 2010 |
| ---- | ---- | ---- | ---- | ---- | ---- | ---- | ---- |
| 173  | 177  | 172  | 181  | 193  | 223  | 235  | 241  |

## Persönlichkeiten
- Der Schriftsteller und Herausgeber Michel-Georges Micberth (1945–2013) lebte zeitweise in Omiécourt.